# Subban (Einheit)
Subban war ein Längenmaß in Mesopotamien und wurde als halbes Maß Seil bzw. als 60 Ellen gerechnet. Damit erinnert es an das griechische Plethron.
- 1 Subban = 29,7 Meter